# Andrew Ellicott Douglass
Andrew Ellicott Douglass, cunoscut în lumea vorbitorilor de limbă engleză mai ales ca A. E.  Douglass, (n. 5 iulie 1867, Windsor⁠(d), Vermont, SUA – d. 20 martie 1962, Tucson, Arizona, SUA) a fost un astronom american, care a descoperit corelația dintre inelele anuale ale copacilor și ciclurile solare, respectiv a fondat dendrocronologia, metoda de datare bazată pe măsurarea creșterii inelelor anuale ale copacilor.
Douglass a fondat disciplina numită dendrocronologie, care este o metodă de datare a lemnului prin studierea evoluției inelelor anuale ale copacilor. Primele sale descoperiri și date concrete corelate, pe care savantul le-a putut identifica, datează din 1894, pe vremea când Douglas a lucrat la Lowell Observatory din Flagstaff, Arizona. În timpul acelei perioade, Douglass a fost asistent al astronomilor Percival Lowell și William Henry Pickering, dar a intrat în conflict științific cu aceștia, când experimentele sale privind așa-zisele "canale marțiene", ipoteză lansată în 1877 de astronomul italian Giovanni Schiaparelli, i-au dovedit clar falsitatea interpretării date de cei doi celebri astronomi.
Un crater de impact meteoritic de pe planeta Marte este denumit în onoarea sa.

## Citat
| “ | "Douglass a putut urmări aceasta [istorie] în secolele trecute prin studierea bârnelor din clădirile vechi, dar și arborii [din familia] Sequoia precum și alți arbori care trăiesc îndelung. Remarcând că inelele anuale care erau mai subțiri corespundeau anilor secetoși, savantul a indicat variațiile climaterice datorate ciclurilor solare, și în particular cele în legătură cu variațiile petelor solare [înregistrate și studiate] în secolul al 17-lea de Herschel și alții. Alți oameni de știință au găsit motive ca să se îndoiască că inelele anuale ar putea înregistra mai mult decăt variații regionale întâmplătoare. Valuarea studierii inelelor anuale a copacilor nu a fost solid demonstrată până în anii 1960." | ” |

| “ | "Douglass tracked this into past centuries by studying beams from old buildings as well as Sequoias and other long-lived trees. Noting that tree rings were thinner in dry years, he reported climate effects from solar variations, particularly in connection with the 17th-century dearth of sunspots that Herschel and others had noticed. Other scientists, however, found good reason to doubt that tree rings could reveal anything beyond random regional variations. The value of tree rings for climate study was not solidly established until the 1960s." | ” |

## Opere selecționate
Douglass, A.E.
- 1944 - “Tabulation of Dates for Bluff Ruin” Tree-Ring Bulletin Vol. 9, No. 2
- 1941 - “Age of Forestdale Ruins Excavated in 1939” Tree-Ring Bulletin Vol. 8, No. 2
- 1940 - “Tree-Ring Dates from the Forestdale Valley, East-Central Arizona” Tree-Ring Bulletin Vol.7, No. 2
- 1921 - “Dating Our Prehistoric Ruins: How Growth Rings in Timbers Aid in Establishing the Relative Ages in Ruined Pueblos of the Southwest” Natural History Vol. 21, No. 2